# Danielle Lao
Danielle Lao (Pasadena, 28 maggio 1991) è una tennista statunitense.

## Biografia
Ha vinto 4 titoli in singolare e 3 titoli nel doppio nel circuito ITF in carriera. Il 1º aprile 2019 ha raggiunto il best ranking mondiale nel singolare, nr 152; il 10 novembre 2014 ha ottenuto il miglior piazzamento mondiale nel doppio, nr 221.

## Statistiche ITF

### Singolare

#### Vittorie (4)
| Torneo $100.000 (0) |
| Torneo $80.000 (0)  |
| Torneo $75.000 (0)  |
| Torneo $60.000 (0)  |
| Torneo $50.000 (0)  |
| Torneo $25.000 (3)  |
| Torneo $15.000 (1)  |
| Torneo $10.000 (0)  |

| N. | Data           | Torneo                                                     | Superficie  | Avversaria in finale      | Punteggio     |
| 1. | 12 aprile 2015 | Abierto Internacional Varonil Club Casablanca, León        | Cemento     | Aleksandrina Najdenova    | 3-6, 6-3, 7-5 |
| 2. | 28 giugno 2015 | Southern Lifestyle Development Tennis Classic, Baton Rouge | Terra verde | Brooke Austin             | 7-5, 6-3      |
| 3. | 7 marzo 2021   | TTC Newport Beach, Newport Beach                           | Cemento     | Claire Liu                | 6-2, 4-6, 6-2 |
| 4. | 16 luglio 2022 | British Tennis Open, Roehampton                            | Cemento     | Lesley Pattinama Kerkhove | 7-5, 6-4      |

#### Sconfitte (4)
| Torneo $100.000 (0) |
| Torneo $80.000 (0)  |
| Torneo $75.000 (0)  |
| Torneo $60.000 (1)  |
| Torneo $50.000 (0)  |
| Torneo $25.000 (3)  |
| Torneo $15.000 (0)  |
| Torneo $10.000 (0)  |

| N. | Data             | Torneo                                           | Superficie | Avversaria in finale | Punteggio    |
| 1. | 19 febbraio 2017 | City Of Surprise Women's Open, Surprise          | Cemento    | Caroline Dolehide    | 3-6, 1-6     |
| 2. | 14 maggio 2017   | ITF Changwon Women's Challenger Tennis, Changwon | Cemento    | Gabriella Taylor     | 2-6, 2-6     |
| 3. | 7 ottobre 2018   | Stockton Challenger, Stockton                    | Cemento    | Madison Brengle      | 5-7, 6(10)-7 |
| 4. | 8 maggio 2022    | Nottingham Tennis Centre, Nottingham             | Cemento    | Sonay Kartal         | 1-6, 0-6     |

### Doppio

#### Vittorie (3)
| Torneo $100.000 (0) |
| Torneo $80.000 (0)  |
| Torneo $75.000 (0)  |
| Torneo $60.000 (0)  |
| Torneo $50.000 (0)  |
| Torneo $25.000 (2)  |
| Torneo $15.000 (1)  |
| Torneo $10.000 (0)  |

| N. | Data             | Torneo                                                          | Superficie  | Partner              | Rivali in finale           | Risultato           |
| 1. | 13 aprile 2014   | Pelham Racquet Club Women's $25K Pro Circuit Challenger, Pelham | Terra verde | Keri Wong            | Dia Evtimova Ilona Kramen' | 1–6, 6–4, [10–7]    |
| 2. | 12 aprile 2015   | Abierto Internacional Varonil Club Casablanca, León             | Cemento     | Maria Fernanda Alves | Kim Grajdek Mayo Hibi      | 5-7, 7-6(5), [10-4] |
| 3. | 20 febbraio 2016 | City Of Surprise Women's Open, Surprise                         | Cemento     | Jacqueline Cako      | Emina Bektas Sarah Lee     | 6–2, 4–6, [10–8]    |

#### Sconfitte (7)
| Torneo $100.000 (0) |
| Torneo $80.000 (0)  |
| Torneo $75.000 (0)  |
| Torneo $60.000 (0)  |
| Torneo $50.000 (1)  |
| Torneo $25.000 (6)  |
| Torneo $15.000 (0)  |
| Torneo $10.000 (0)  |

| N. | Data             | Torneo                                                    | Superficie  | Partner           | Rivali in finale                  | Risultato         |
| 1. | 15 febbraio 2014 | Del Mar Financial Partners Inc. Open, Rancho Santa Fe     | Cemento     | Keri Wong         | Samantha Crawford Xu Yifan        | 6–3, 2–6, [10–12] |
| 2. | 10 maggio 2014   | RBC Bank Women's Challenger, Raleigh                      | Terra verde | Keri Wong         | Hsu Chieh-yu Alexandra Mueller    | 3–6, 3–6          |
| 3. | 2 giugno 2014    | Hunt Communities USTA Women's Pro Tennis Classic, El Paso | Cemento     | Hsu Chieh-yu      | Jamie Loeb Ashley Weinhold        | 6-4, 4-6, [13-15] |
| 4. | 13 ottobre 2014  | Florence Open, Florence                                   | Cemento     | Keri Wong         | Jamie Loeb Sanaz Marand           | 3-6, 6(5)-7       |
| 5. | 20 giugno 2015   | Palmetto Pro Open, Sumter                                 | Cemento     | Jacqueline Cako   | Alexandra Mueller Ashley Weinhold | 7–5, 5–7, [6–10]  |
| 6. | 13 luglio 2015   | Stockton Challenger, Stockton                             | Cemento     | Kaitlyn Christian | Jamie Loeb Sanaz Marand           | 3-6, 4-6          |
| 7. | 6 agosto 2016    | Fort Worth Women's Pro Tennis Classic, Fort Worth         | Cemento     | Jacqueline Cako   | Hsu Chieh-yu Chanel Simmonds      | 0–6, 4–6          |